# Epilampra maculicollis
Epilampra maculicollis är en kackerlacksart som först beskrevs av Jean Guillaume Audinet Serville 1839.  Epilampra maculicollis ingår i släktet Epilampra och familjen jättekackerlackor. Inga underarter finns listade i Catalogue of Life.